# غیرقابل‌تصور (فیلم ۱۹۲۶)
غیرقابل‌تصور (انگلیسی: The Unthinkable) با نامِ اصلیِ آنچه بدان فکر نمی‌کنی (لهستانی: O czym się nie myśli) یک فیلم صامت درام لهستانی است که در سال ۱۹۲۶ منتشر شد.

## گزیدهٔ بازیگران
- یوزف ونگژین
- میرا ژیمینیسکا
- ووادیسواف گرابوفسکی
- ووادیسواف والتر
- ایگو سیم
- یان کیه‌پورا
- پاوئو اُوِروئو
- یوزف شلویتسکی